# Menemerus pulcher
Espèce
Menemerus pulcher est une espèce d'araignées aranéomorphes de la famille des Salticidae.

## Distribution
Cette espèce est endémique de Mauritanie. Elle se rencontre vers Nouakchott.

## Description
La carapace du mâle holotype mesure 2,6 mm de long sur 2,0 mm et l'abdomen 2,8 mm de long sur 2,2 mm.

## Publication originale
- Wesołowska, 1999 : A revision of the spider genus Menemerus in Africa (Araneae: Salticidae). Genus, vol. 10, no 2, p. 251-353 (texte intégral).